# Fourmagnac
Fourmagnac – miejscowość i gmina we Francji, w regionie Oksytania, w departamencie Lot.
Według danych na rok 1990 gminę zamieszkiwało 110 osób, a gęstość zaludnienia wynosiła 29 osób/km² (wśród 3020 gmin regionu Midi-Pyrénées Fourmagnac plasuje się na 953. miejscu pod względem liczby ludności, natomiast pod względem powierzchni na miejscu 1587.).